# Національний історико-культурний заповідник «Гетьманська столиця»
Національний історико-культурний заповідник «Гетьма́нська столи́ця» — культурно-освітній та науково-дослідний заклад, створений на базі комплексу пам'яток історії, культури та природи, пов'язаних з історією українського козацтва доби Гетьманщини.
Розташований у місті Батурині Ніжинського району Чернігівської області.

## Пам'ятки

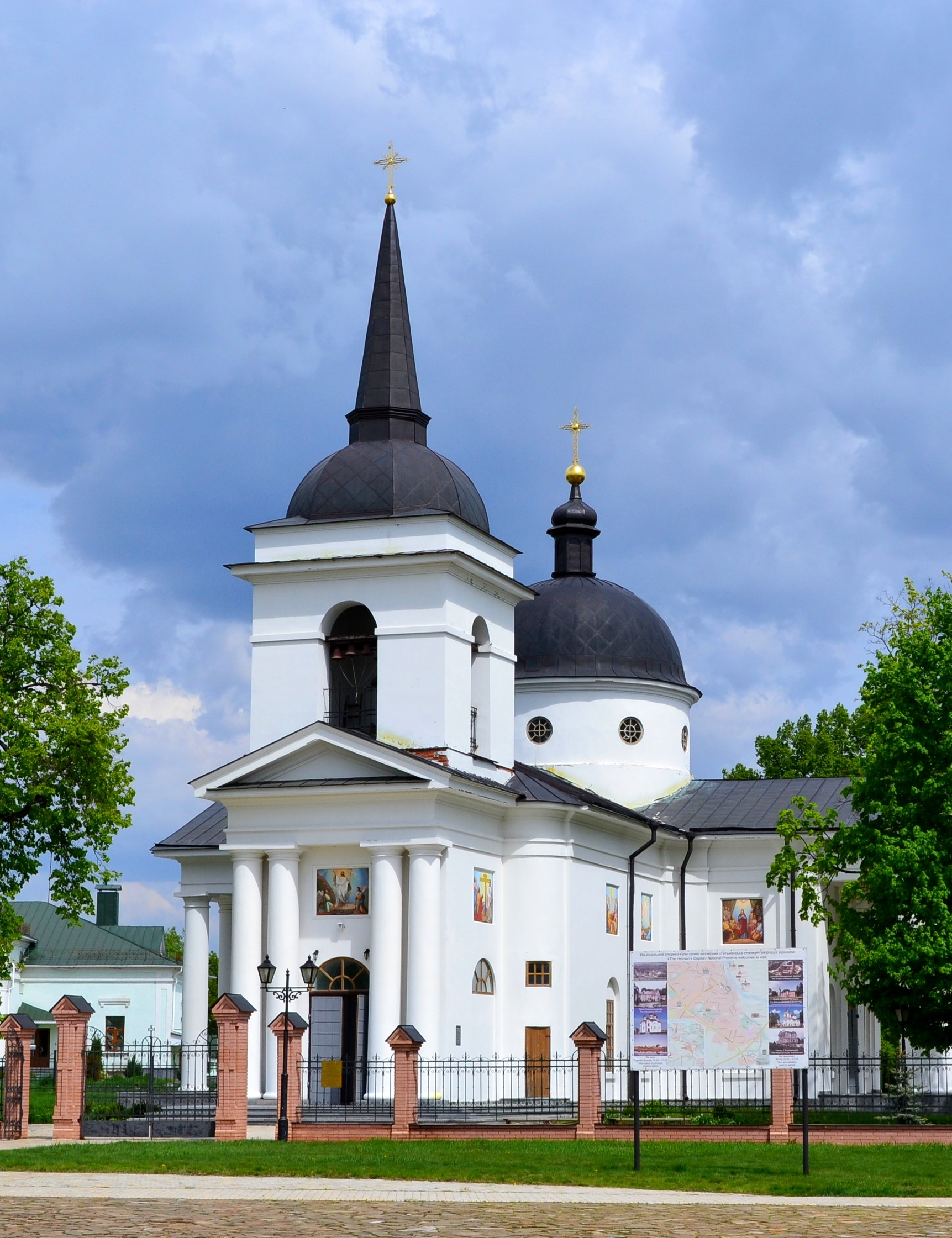
Воскресенська церква-усипальниця К. Г. Розумовського, 1803 р.

У складі заповідника перебуває 39 пам'яток культурної спадщини (серед яких 5 — національного значення): це пам'ятки археології, архітектури, садово-паркового і монументального мистецтва, історії. Ще 14 об'єктів культурної спадщини заповідника занесені до переліку щойно виявлених.
Пам'ятки національного значення:

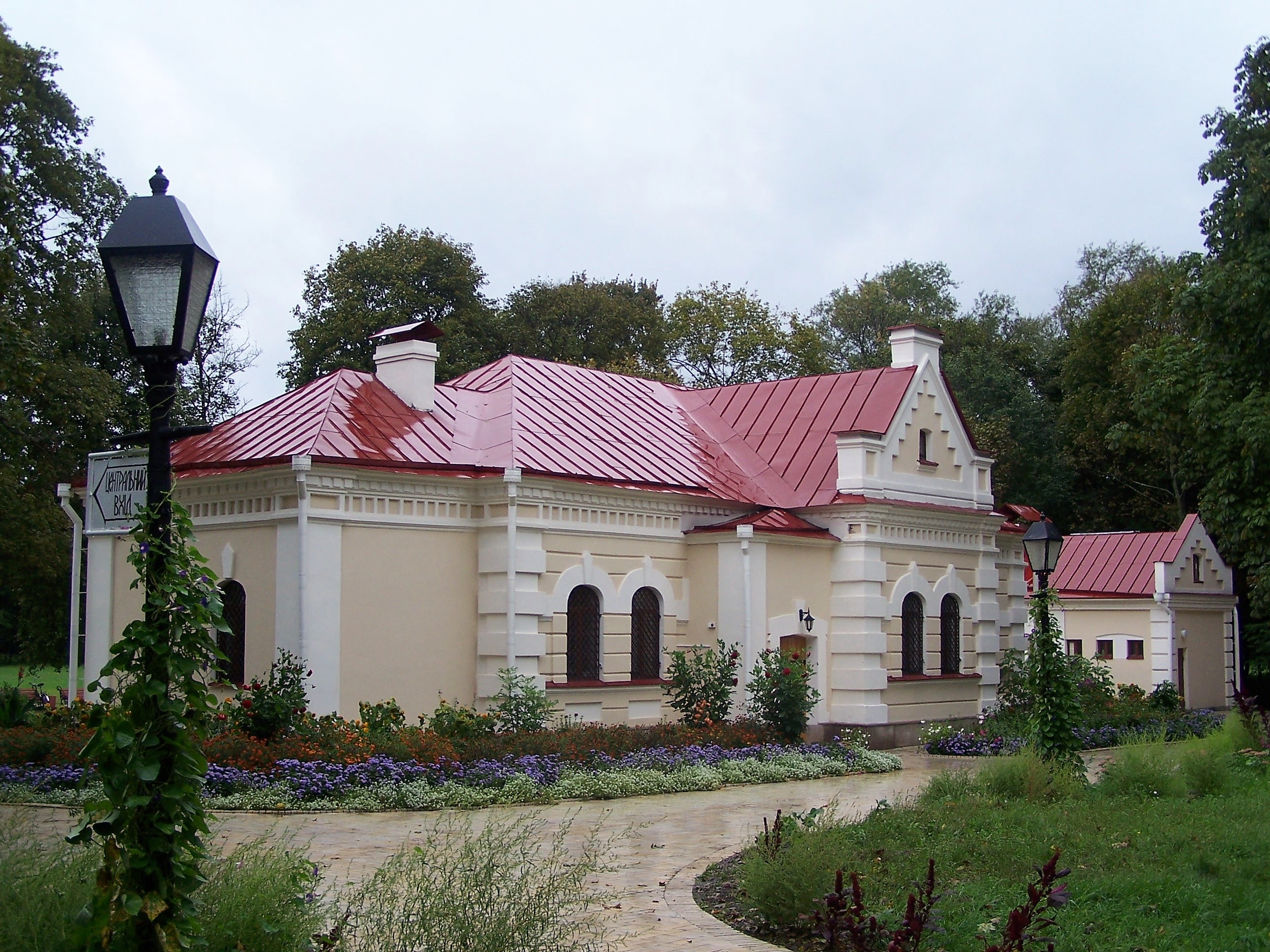
Будинок Генерального суду (будинок В. Кочубея), кінець XVII ст.

- Палац гетьмана Кирила Розумовського — єдиний збережений в Україні гетьманський палац, зведений в 1799—1803 рр. за проектом видатного архітектора Чарлза Камерона.
- Будинок Генерального суду (будинок В. Кочубея) кінця XVII століття — рідкісний зразок цивільної архітектури доби українського бароко.

- Воскресенська церква — усипальниця гетьмана К. Розумовського, 1803 р. — храм зі збереженим похованням гетьмана Лівого й Правого берегів Дніпра та Війська Запорозького Кирила Григоровича Розумовського.
- Дзвіниця Батуринського Миколо-Крупицького монастиря, 1823—1825 рр. — домінанта Миколо-Крупицького монастирського ансамблю.
- Пам'ятник жертвам Батуринської трагедії 1708 р. (2004 р.) на території Цитаделі Батуринської фортеці.[2]

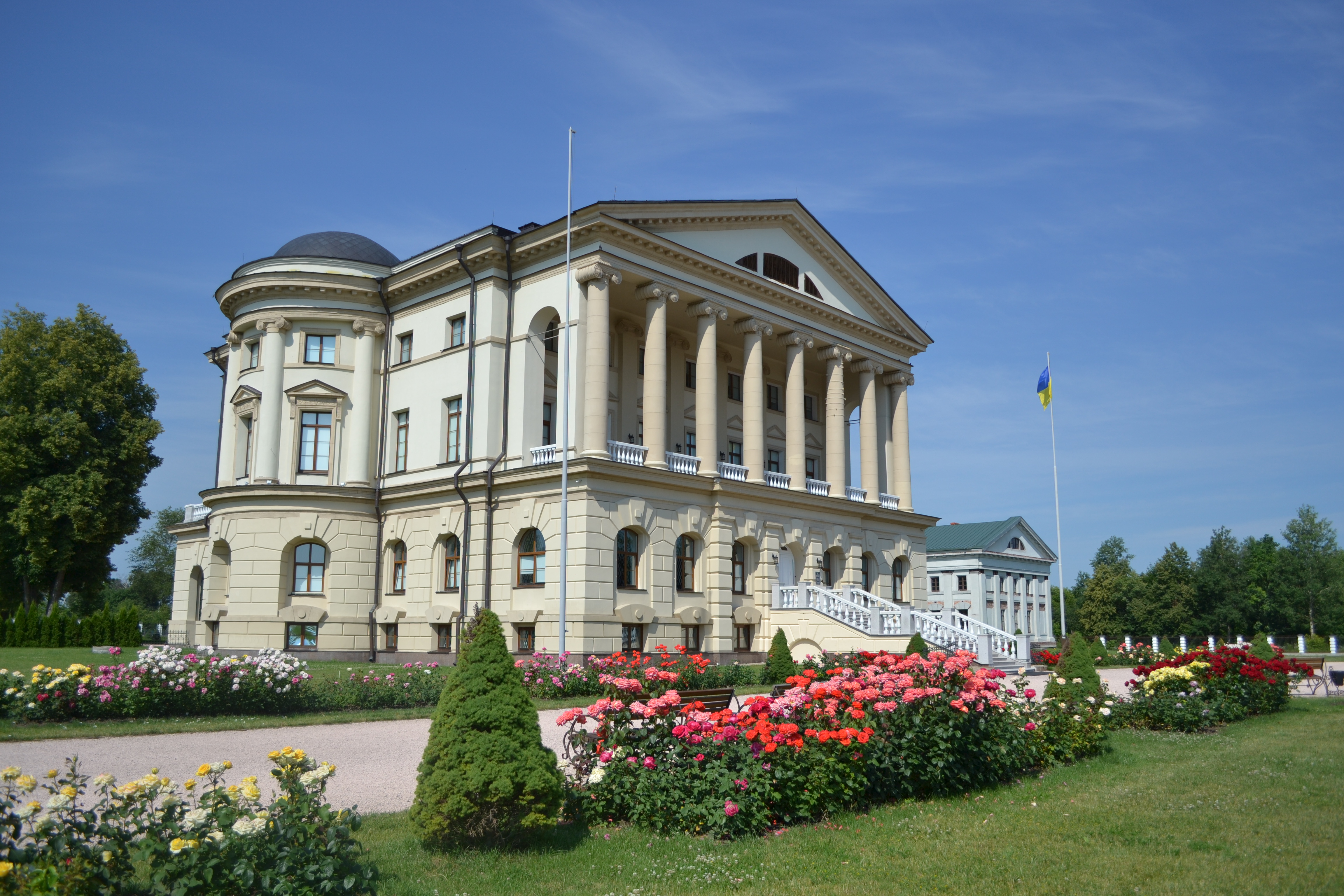
Палац гетьмана Кирила Розумовського, 1799—1803 рр.

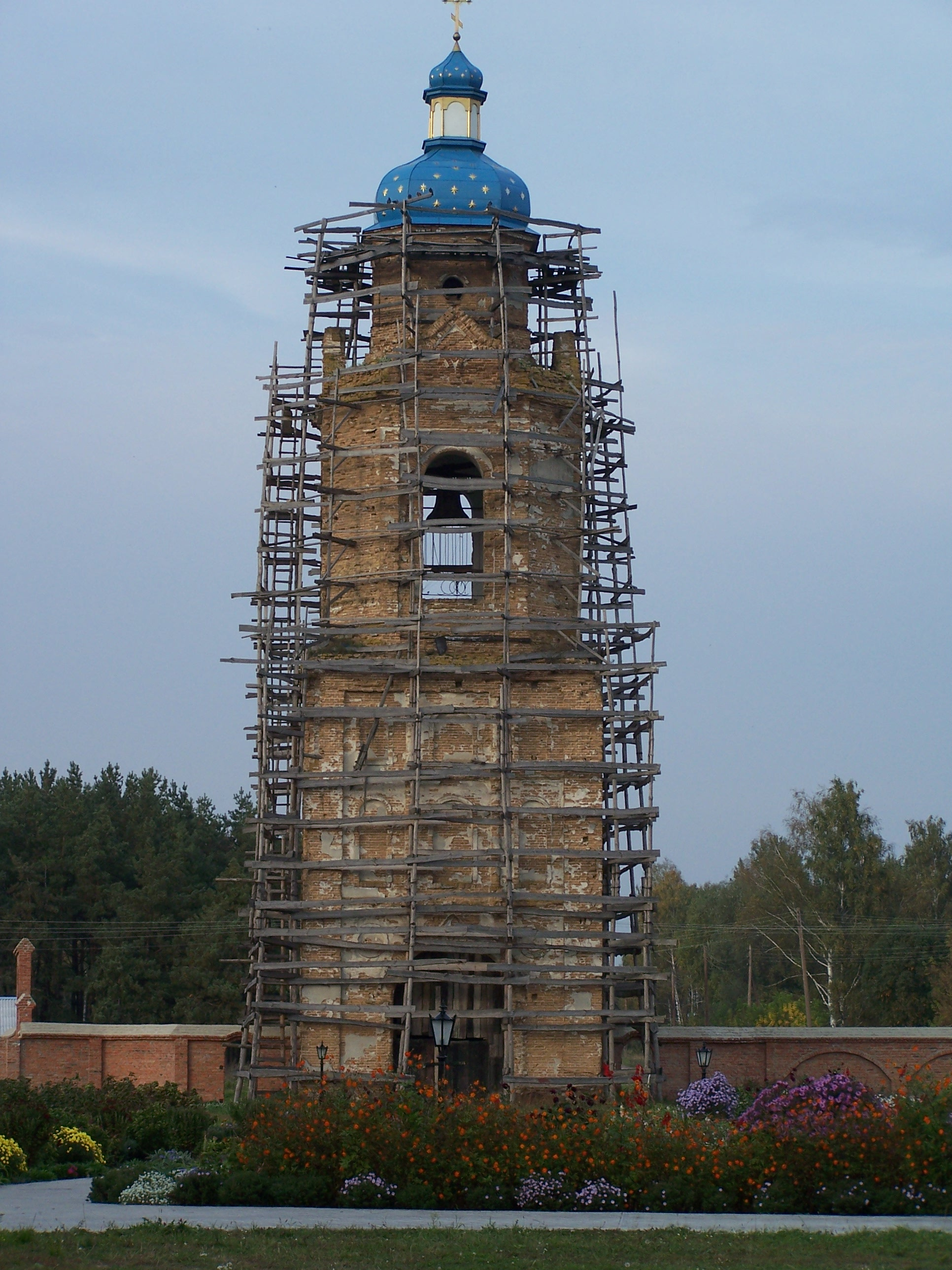
Дзвіниця Батуринського Миколо-Крупицького монастиря, XIX ст.

Пам'ятки садово-паркового мистецтва:
- Парк «Кочубеївський», створений представником козацької старшини — генеральним суддею В. Кочубеєм на базі природної діброви. На сьогодні має площу 10 га. Парк поєднує регулярне і нерегулярне (пейзажне) розпланування.
- Парк біля палацу Кирила Розумовського — відтворений в 2009 р. згідно схеми генерального плану палацово-паркового ансамблю К. Розумовського.[3]

Пам'ятки архітектури місцевого значення:
- Будинок пошти, зведений на місці старого приміщення пошти при облаштуванні Києво-Московського поштового тракту у 1840-х  рр.
- Училище імені М. Ф. Затворницького, збудоване в 1904—1907 рр. на кошти мецената — лікаря М. Ф. Затворницького (згідно його заповіту), та мешканців Батурина. Училище мало перші в Російській імперії однорічні професійні сільськогосподарські класи, де навчали основам землеробства та агрономії.
- Покровська церковно-парафіяльна школа, збудована в 1899—1901 рр. в комплексі з Покровською церквою.
- Воскресенська церковно-парафіяльна школа, 1904 р. Споруджена в комплексі з Воскресенською церквою.
- Двоповерхова будівля готелю, збудована місцевою заможною родиною Стокозів у середині XIX ст. в центральній частині Батурина.
- Торгові ряди — побудовані на початку XIX ст. в центральній частині Батурина приміщення для торгівлі. Досі використовуються за первинним призначенням.
- Спасо-Преображенська тепла церква Батуринського Миколо-Крупицького монастиря, 1803 р. — одноповерхова, безапсидна, Т-подібна в плані церква зальної розпланувально-просторової структури.
- Келії з трапезною Батуринського Миколо-Крупицького монастиря, 1834 р. — одноповерхова з підвалом житлова будівля, зведена у стилі пізнього провінційного класицизму.[4]

## Створення і розвиток заповідника

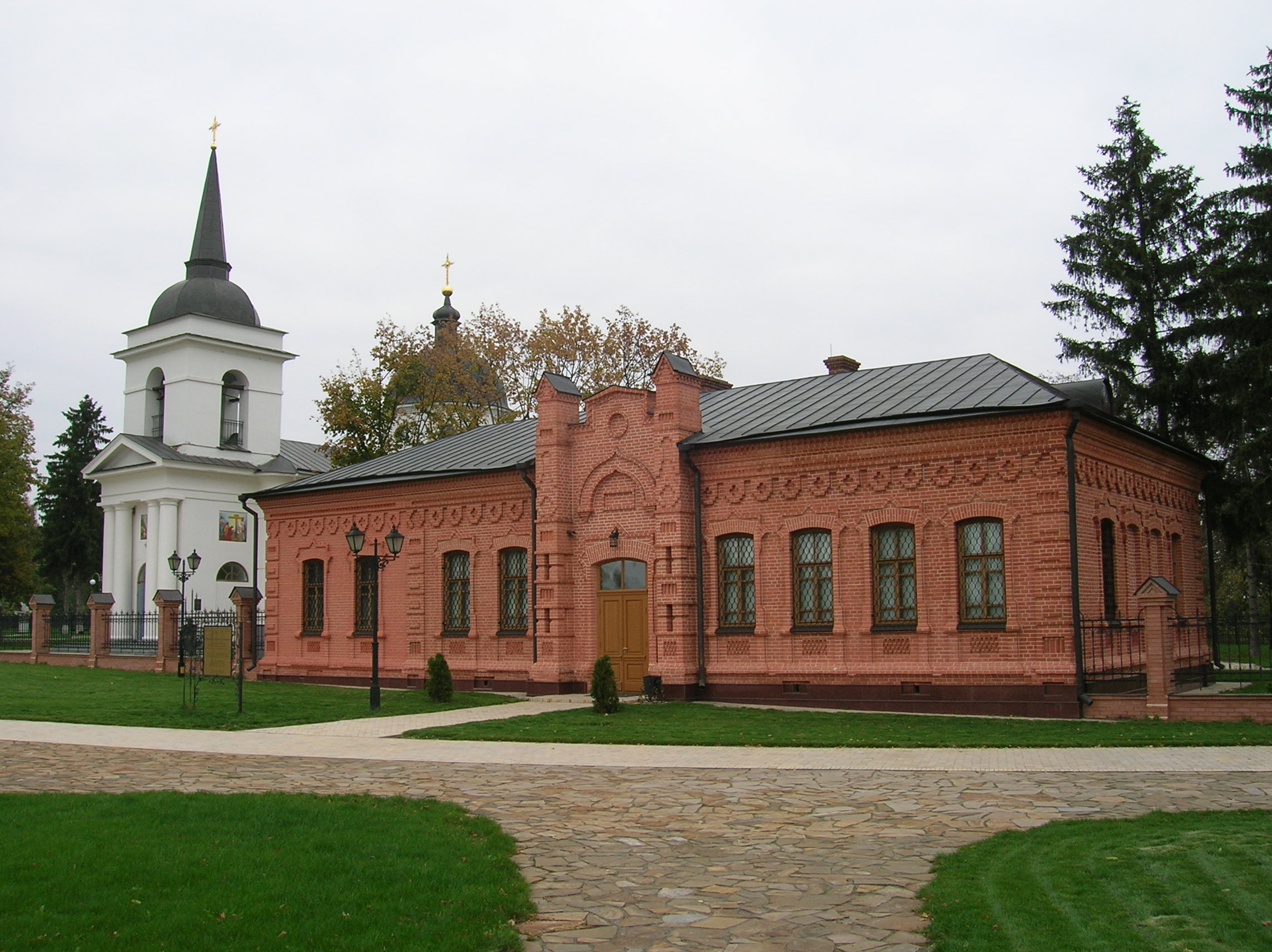
Ансамбль Воскресенської церкви-усипальниці К. Розумовського з церковнопарафіяльною школою (Музей археології Батурина)

Заповідник створено постановою Кабінету Міністрів України № 445 від 14 червня 1993 року «Про Державний історико-культурний заповідник „Гетьманська столиця“» на базі комплексу пам'яток культурної спадщини та природи, пов'язаних з історією українського козацтва доби Гетьманщини, з метою здійснення їх комплексного наукового дослідження та охорони, та підпорядковано Чернігівській обласній державній адміністрації.
Базою експозиційної, фондової, памяткоохороної, природоохоронної, кадрової діяльності заповідника став реорганізований і включений до його складу Батуринський історико-краєзнавчий музей, що знаходився у пам'ятці архітектури — Будинку генерального суду (Будинок Василя Кочубея).
1996 року було затверджено План охоронних зон заповідника. Загальна їх площа склала 57 га. В межах охоронних зон знаходяться археологічні, архітектурні, історичні об'єкти культурної спадщини, пам'ятки монументального і садово-паркового мистецтва. У постійному користуванні заповідника перебуває 17 земельних ділянок загальною площею 34,4 га.
Переважна більшість пам'яток та об'єктів культурної спадщини, що формують НІКЗ «Гетьманська столиця», складають чотири компактні групи, які розташовані в межах історичного центру міста та його південно-східної околиці. Зокрема, територія в межах земляних укріплень XVII ст., де знаходяться Пам'ятник жертвам Батуринської трагедії 1708 р., Воскресенська церква-усипальниця К. Розумовського, а також Будинок генерального суду Лівобережної України в парку «Кочубеївському» та палац гетьмана Кирила Розумовського у південно-східній частині.
До складу заповідника увійшли окремі пам'ятки, розташовані за межами Батурина: могила основоположника всеєвропейської школи бджільництва Петра Прокоповича в с. Пальчики, Батуринський Миколо-Крупицький монастир в с. Вербівка, територія колишньої садиби І. Мазепи на острові Поросючка (с. Халимонове).
29 березня 2006 р. розпорядженням Кабінету Міністрів України № 173-р цілісний майновий комплекс Батуринського державного історико-культурного заповідника «Гетьманська столиця» було передано зі спільної власності територіальних громад Чернігівської області у державну власність з віднесенням його до сфери управління Міністерства культури і туризму України.

Спасо-Преображенська церква Батуринського Миколо-Крупицького монастиря (1803 р.)

16 листопада 2007 року Президент України Віктор Ющенко Указом № 1102/2007, ураховуючи значення державного історико-культурного заповідника «Гетьманська столиця» у справі збереження об'єктів, що становлять особливу історичну, наукову і культурну цінність, його роль у формуванні історичної свідомості Українського народу, вихованні у молодого покоління шанобливого ставлення до історії українського державотворення, державному історико-культурному заповіднику «Гетьманська столиця» надав статус національного і заповідник отримав назву Національний історико-культурний заповідник «Гетьманська столиця».
2012 року наказом Міністерства культури України затверджено «План організації території Національного історико-культурного заповідника „Гетьманська столиця“ у м. Батурин Чернігівської області (з визначенням меж та режимів використання зон охорони пам'яток)». У результаті цілеспрямованої пам'яткоохоронної діяльності по виявленню, дослідженню і підготовці охоронної документації, перелік пам'яток культурної спадщини, розташованих на території заповідника, розширився. 1998 року до нього включено 2 пам'ятки археології, а 2012 року — 9 пам'яток археології і архітектури місцевого значення.
На момент створення штат закладу складався із 7 співробітників. На початок 2020 року структура заповідника складалася з 11 відділів і одного сектора, штат налічував 105 працівників.
Директори заповідника: Алла Павлівна Олещинська (1994—2002), Наталія Борисівна Реброва (2002—2024), Тетяна Володимирівна Кербут (з 2024).

## Роль Віктора Ющенка
Прем'єр-міністр України Віктор Андрійович Ющенко став першим можновладцем, який реально перейнявся питанням відродження Батурина — 2002 року під його керівництвом було розроблено й 17 серпня 2002 р. постановою Кабінету Міністрів України N 1123 затверджено Комплексну програму збереження пам'яток Державного історико-культурного заповідника «Гетьманська столиця» і розвитку соціальної та інженерно-транспортної інфраструктури смт Батурина.. Її реалізація розпочалася 2003 року. Наступного ж року роботи за Програмою фактично призупинились — кошти з держбюджету не було виділено, і знову Батурин став заручником політичної ситуації.
Після візиту до Батурина 11 березня 2005 року Президента України Віктора Андрійовича Ющенка, який вже послідовно відроджував історію та пам'ятки Гетьманської столиці, розпочалися масштабні реставраційні роботи на пам'ятках Батуринського історико-культурного заповідника «Гетьманська столиця».
На виконання Указу Президента України Віктора Ющенка N 1131/2007 від 21 листопада 2007 року «Про деякі питання розвитку Національного історико-культурного заповідника „Гетьманська столиця“ та селища Батурин» 2008 року було здійснено:
- укріплення та благоустрій схилів Цитаделі Батуринської фортеці;
- відбудову об'єктів Цитаделі Батуринської фортеці, зокрема, гетьманського будинку, гетьманської скарбниці, дерев'яної церкви Воскресіння Господнього, фрагменту оборонної стіни фортеці із вежами та ровом;
- при Чернігівському державному педагогічному університеті імені Т. Г. Шевченка створено Батуринську постійно діючу археологічну експедицію та міжнародну літню школу молодих археологів;
- упорядкування парку палацового комплексу К. Розумовського.

Пам'ятник жертвам Батуринської трагедії 1708 р. (2004 р.)

## Діяльність

### Археологічні дослідження

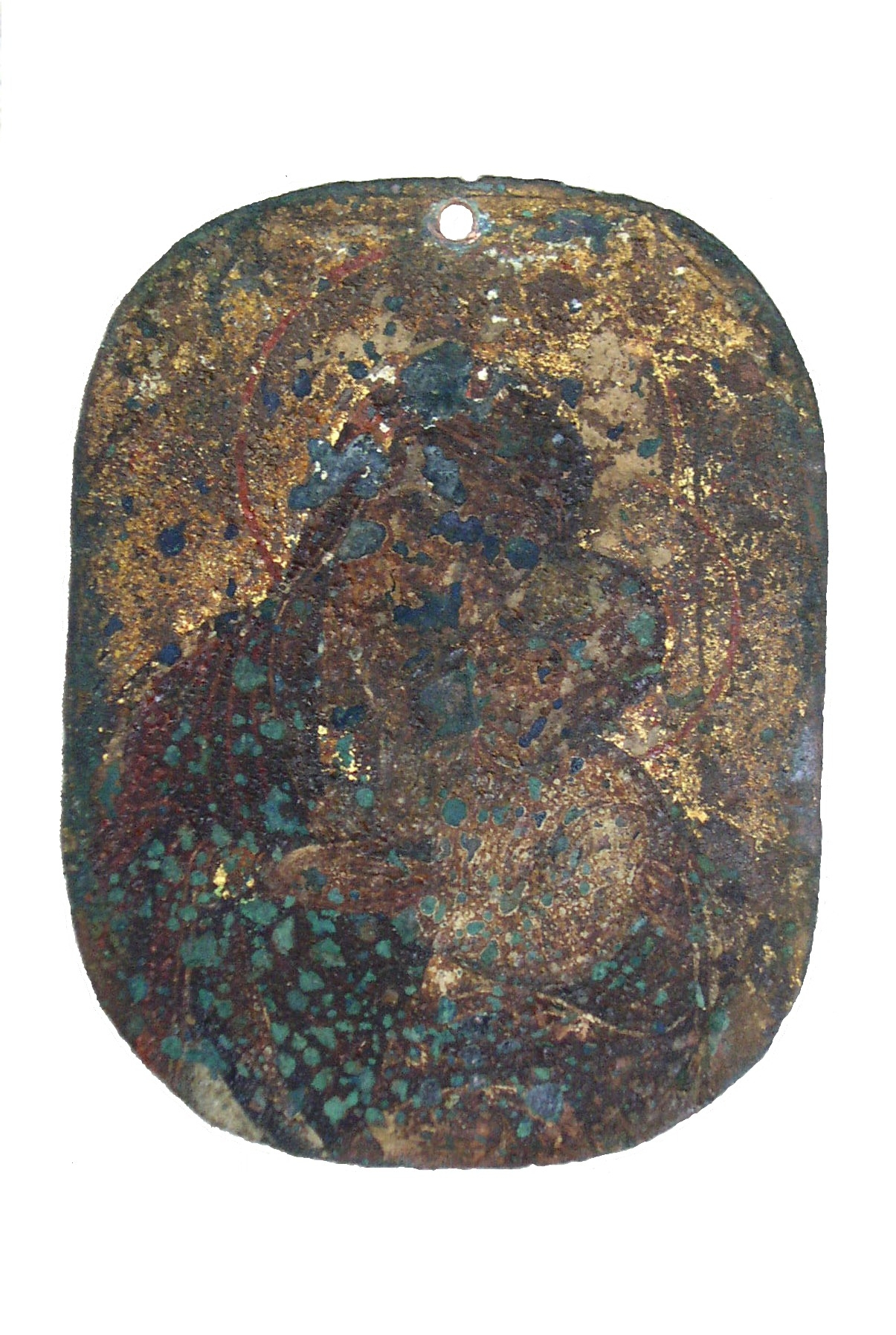
Ікона Богородиця з Немовлям, XVII ст.

Розкопки Троїцького собору. 2008 р.

У серпні 1995 р. в Батурині розпочала роботу археологічна експедиція Інституту археології НАН України й Чернігівського державного педагогічного університету ім. Т. Г. Шевченка, яку очолив Володимир Коваленко.
У перший рік розкопок в експедиції взяло участь 30 дослідників, а у пікові роки (2007—2009 рр.) їх число коливалося від 120 до 200 осіб.
В перші роки розкопок основні сили були зосереджені на території Цитаделі Батуринської фортеці.
Роботи на Цитаделі викликали значний резонанс і незаперечним підтвердженням злочину московського війська 1708 р. — останки жертв зі слідами насильницької смерті, потужний шар попелу від знищеної вогнем забудови столиці засвідчили масштаби трагедії, уособленням якої стала обпалена «Батуринська Богоматір» — ікона на металі кінця XVII ст., віднайдена археологами в 1995 р. на кістяку вбитої жінки на Цитаделі. Паралельно обстежувалися заміська резиденція Івана Мазепи на Гончарівці, територія Батурина і його окру́ги.
Головним результатом першого року досліджень став план охоронних зон заповідника, затверджений розпорядженням Чернігівської обласної держадміністрації № 161 від 6 березня 1996 р.
Проте, на жаль, так успішно розпочаті роботи в 1998—1999 р. були призупинені через фінансові труднощі.
Сезон 2000 р. ознаменував собою відновлення археологічних досліджень Батурина і околиць (досліджувалася територія Батуринського Миколо-Крупицького монастиря), одначе повністю позбавитись проблем з фінансовим забезпеченням не вдалося.
Від 2001 р., коли до дослідження Батурина долучилися канадські спеціалісти з археології, історії і архітектури середньовічної та модерної України на чолі з Зеноном Когутом та Володимиром Мезенцевим — експедиція стала міжнародною. Два десятиліття дослідження в Батурині фінансують: Канадський Інститут Українських Студій (КІУС) Альбертського університету в м. Едмонтоні, Понтифікальний Інститут Середньовічних Студій Торонтського університету та Дослідний Інститут «Україніка» у м. Торонто.
У 2018 р. КІУС надав ґрант на історико-археологічні дослідження Батурина XVII—XVIII ст. з Вічного Фонду ім. Анни та Нікандера Буковських.
Найщедрішими благодійниками вивчення батуринської старовини є поетеса Володимира Василишин (літературні псевдоніми Міра Гармаш та Ї. Жак) і її чоловік, мистець Роман Василишин з Філадельфії, США.
Вагомим є внесок в роботу експедиції професора Володимира Мезенцева. Проживаючи в Канаді (Торонто), В. Мезенцев займається популяризацією української історії серед української діаспори в Канаді та США. Що року видає буклети про результати археологічних досліджень в Батурині. За роки своєї наукової діяльності він опублікував понад 270 статей з історії, археології та козацько-гетьманської держави українською та англійською мовами.
Особливу роль в історії археологічного вивчення Батурина відіграли чернігівські історики Володимир Коваленко та Олександр Коваленко. Перший з них опікувався долею пам'яток Батурина ще в середині 70-х років XX ст. Саме В. Коваленко очолив боротьбу батуринських музейників і краєзнавців за збереження території резиденції гетьмана Івана Мазепи на Гончарівці, яку планомірно знищували кар'єром цегляного заводу. В 1976 році йому вдалося зупинити роботу кар'єру. Саме він організував дослідження Батурина, які змінили долю міста.
«Трагедія 1708 р. зробила Батурин еталонною археологічною пам'яткою козацької доби, культурний шар якої за ступенем насиченості та інформативності не має рівних собі» — Володимир Коваленко, 2006 р.
Вагомий внесок у розвиток археологічної справи в Батурині здійснив і директор Навчально — наукового Інституту історії, етнології та правознавства ім. О. М. Лазаревського О. Коваленко. У червні 1990 р. за його ініціативою створено кафедру історії та археології України. Її співробітники та випускники з 1995 р. досліджують Батурин. Також О. Коваленко є автором ряду обласних програм археологічних досліджень в Чернігівській області, невід'ємною складовою яких завжди є Батурин.
Серед учасників Батуринської археологічної експедиції — ряд знаних українських вчених. З-поміж них варто відмітити чернігівського археолога Юрія Ситого, який є співкерівником Батуринської археологічної експедиції від початку її роботи і співавтором усіх наукових звітів.
За 23 сезони археологічних досліджень в межах охоронних зон заповідника «Гетьманська столиця» досліджено близько 12000 м² культурного шару: на Цитаделі — понад 3000 м², на Фортеці — понад 3000 м², на посадах та подолі — близько 1200 м², в садибі В. Кочубея — біля 400 м², на території палацово-паркового ансамблю К. Розумовського — приблизно 2500 м², на Гончарівці — 1000 м², у Крупицькому монастирі — близько 500 м², в міських околицях — понад 100 м². За висновками Юрія Ситого, це біля 8 % території Батурина часів гетьмана І. Мазепи.
В Батурині археологами досліджено резиденції гетьманів Д. Ігнатовича, І. Самойловича, І. Мазепи, П. Орлика та К. Розумовського.

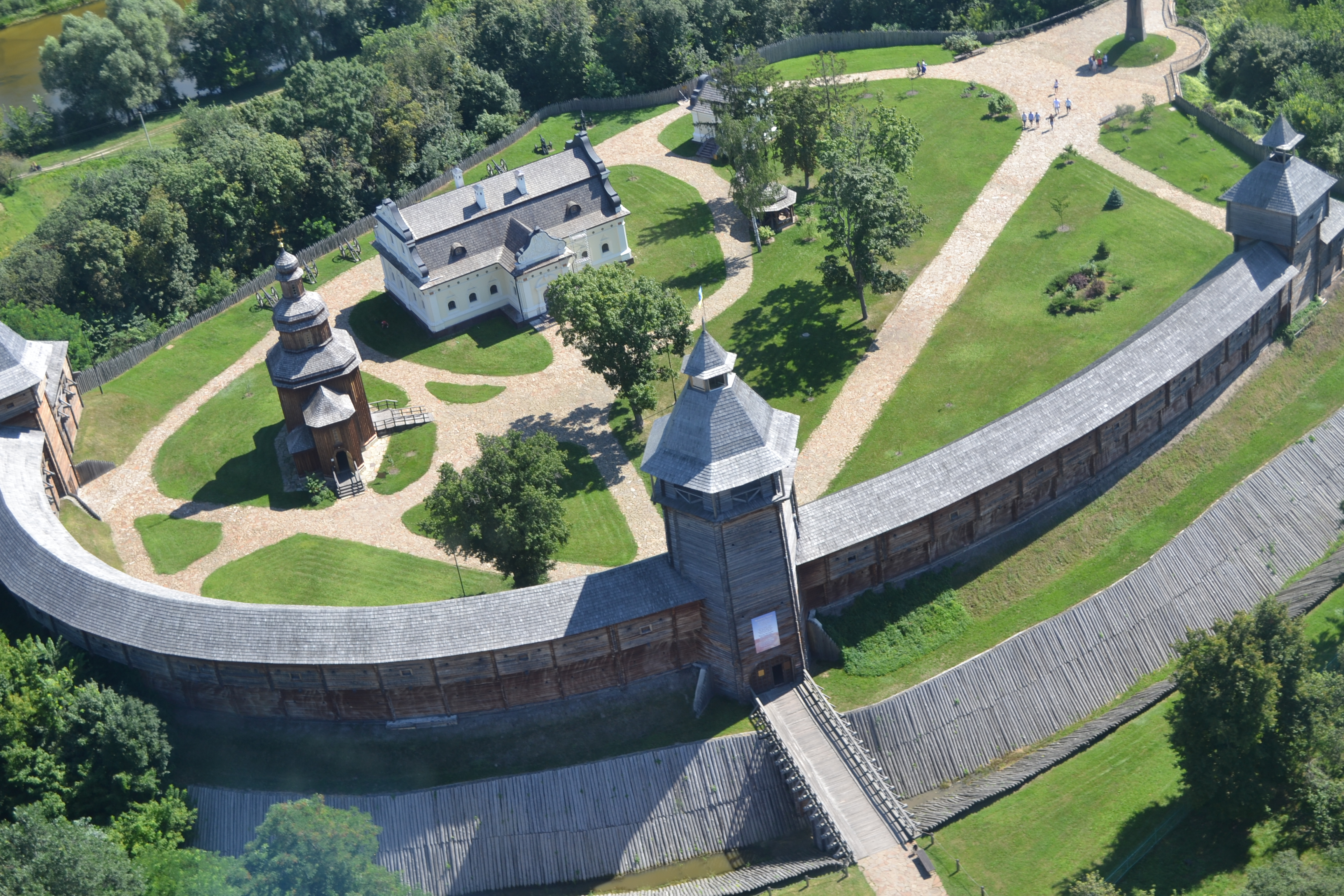
Цитадель Батуринської фортеці, відновлена у 2008 р.

Результати археологічних досліджень були узагальненні в чисельних наукових роботах і дали можливість історикам В. Коваленку, Ю. Ситому разом з С. Дмитрієнком реконструювати в малюнку Батуринську фортецю та її Цитадель середини XVII — початку XVIII ст. А 26 жовтня 2007 р., під час робочого візиту Президента України Віктора Ющенка до Батурина було прийнято рішення про відтворення Цитаделі. У грудні 2007 р. в інституті «УкрНДІпроектреставрація» було сформовано авторську групу по роботі над проектом, до якої увійшли і археологи — дослідники Батурина.
Археологічні знахідки, зібрані під час розкопок Батуринської археологічної експедиції зберігаються у фондах заповідника.
Саме ці знахідки лягли в основу експозиції Музею археології Батурина, відкритого в 2009 р.

### Фондова колекція

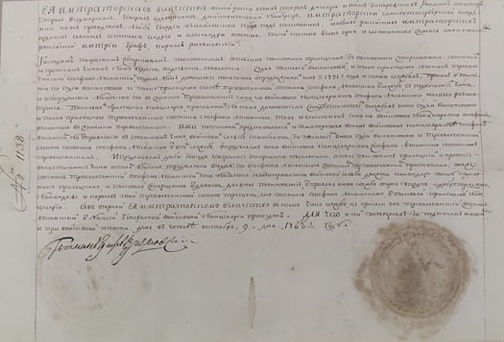
Універсал Кирила Розумовського. 1763 р. Оригінал

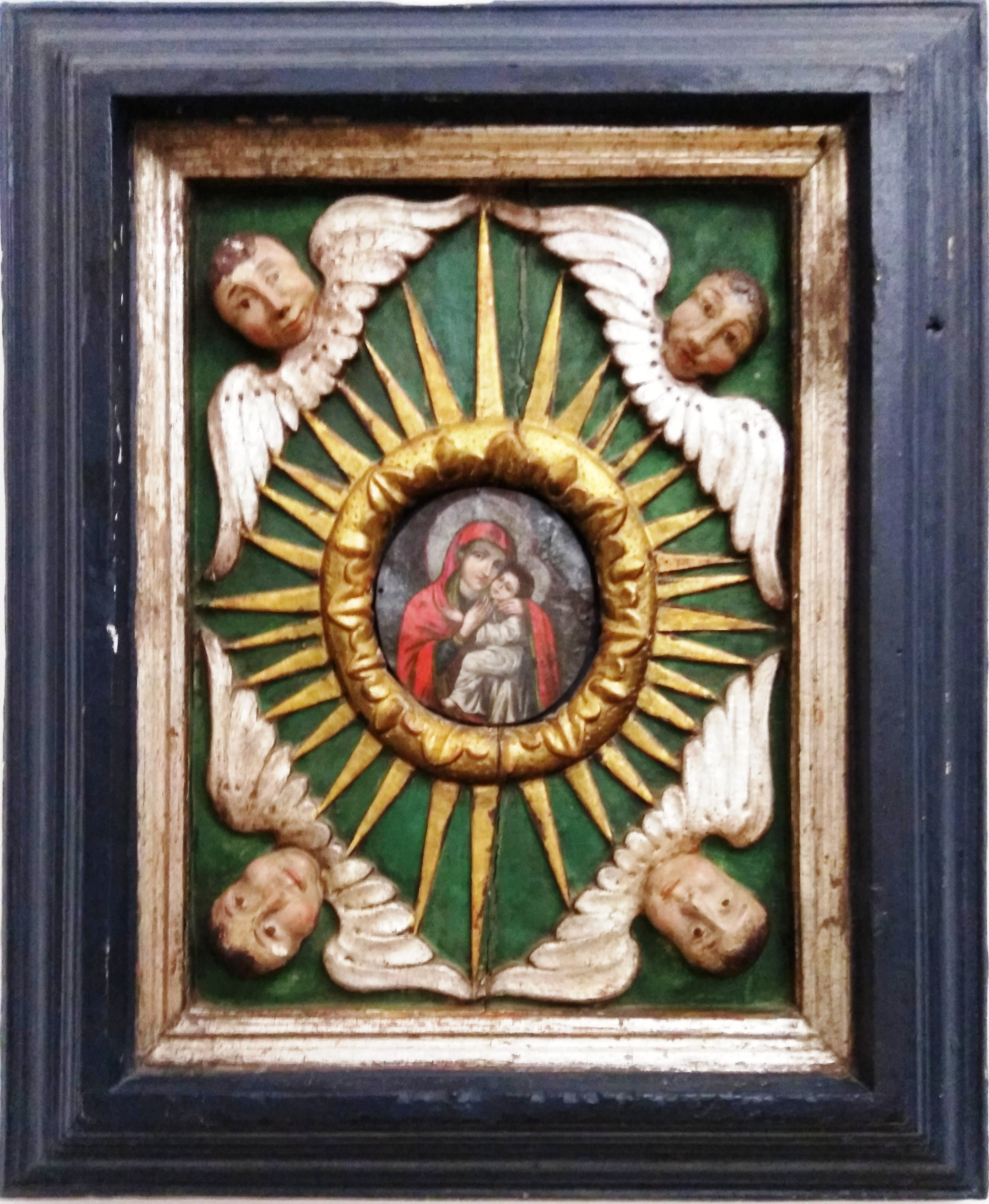
Ікона Богоматір. XVII ст.

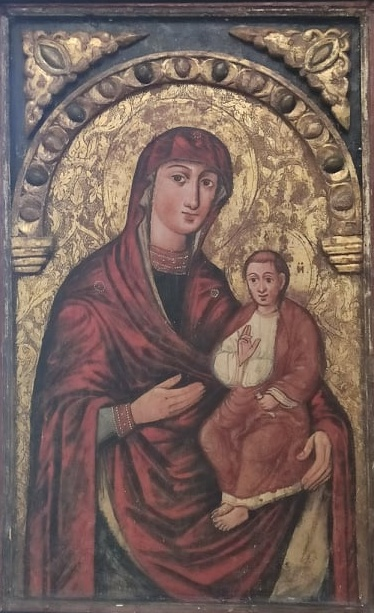
Ікона Богоматір Одигітрія.
Автор — Яків з Вишні, 1677 р.

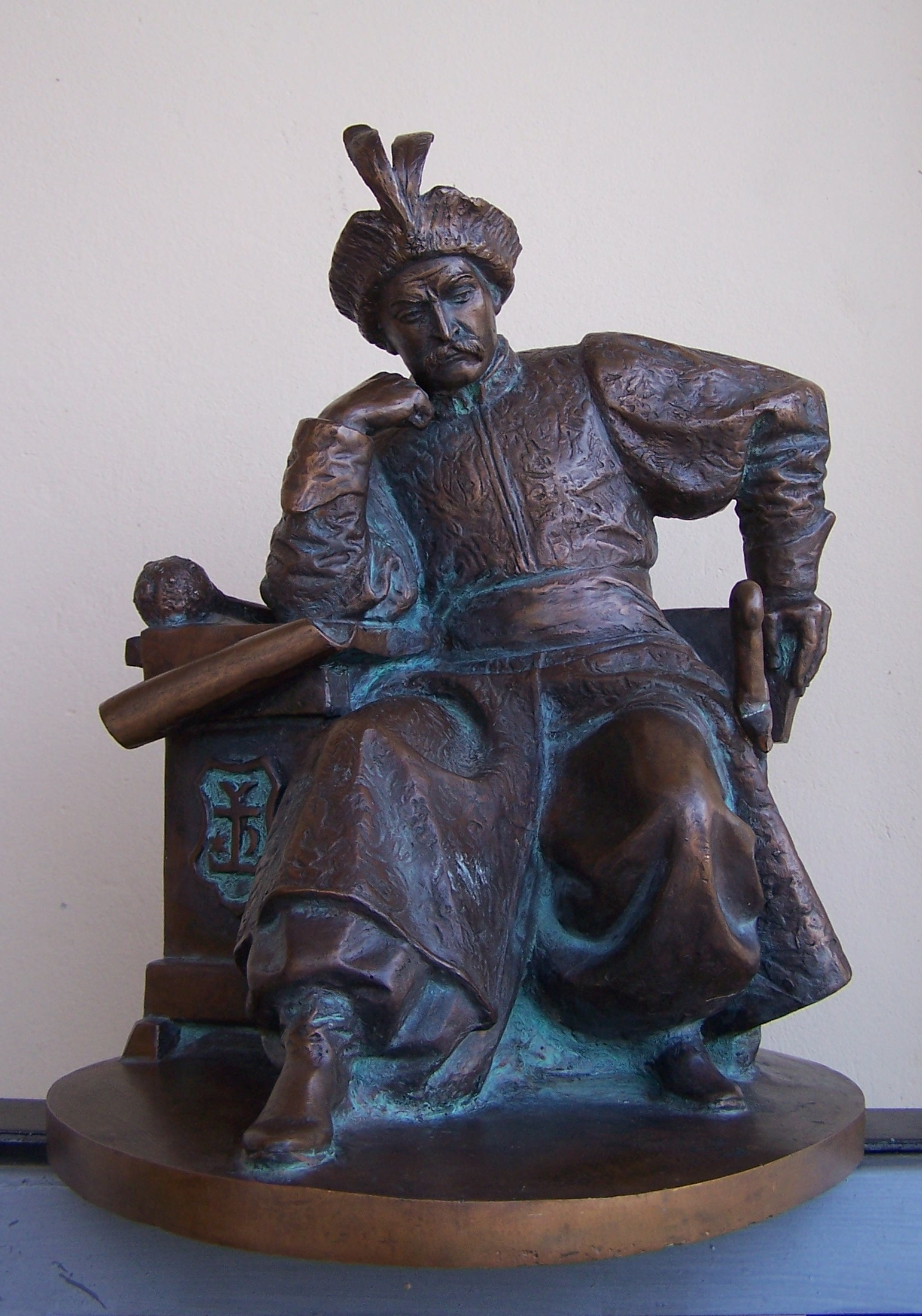
Гончар А. Скульптура
Іван Мазепа, 1995 р.

#### Характеристика зібрання
Наукове комплектування фондової колекції заповідника «Гетьманська столиця» здійснюється на основі Концепції розвитку закладу, в якій викладено завдання, принципи, форми та методи поповнення фондової збірки.
Станом на 31 грудня 2019 року музейна збірка нараховувала 9730 музейних предметів державної частини Музейного фонду України та 9995 предметів і матеріалів науково-допоміжного фонду. Серед них широко представлена група нумізматики — 1164 од. зб., боністики — 310, фалеристики — 917 од. зб., філателії — 1630 од. зб., декоративно-прикладного мистецтва — 3800 од. зб., музейні предмети, що містять дорогоцінні метали та коштовне каміння 365 од. зб., твори живопису — 323 од. зб., графічні твори — 78 од. зб., рукописи — 62 од. зб., стародруки, книжки — 343 од. зб., документи — 481 од. зб., фотодокументи — 964 од. зб.

#### Формування колекції
Формування фондової колекції НІКЗ «Гетьманська столиця» розпочалося в 1973 році з Батуринського історико — краєзнавчого музею. Станом на 1 січня 1993 року музейний фонд цього закладу становив 4345 музейних предметів, з них основного фонду — 2431 од., науково — допоміжного 1914 од.
У 1993 році новостворений Батуринський державний історико-культурний заповідник «Гетьманська столиця» став правонаступником фондових, майнових і грошових активів і пасивів музею. Вже тоді було запроваджено розширене спрямування на наукове комплектування фондів заповідника, що більш широко висвітлює добу Гетьманщини.
Сучасна колекція сформована працею всього колективу. Напрямками поповнення фондової колекції є надходження матеріалів з археологічних досліджень Батурина, етнографічні експедиції зі збору предметів музейного значення по батуринському регіону, організація та проведення щорічних Акцій «Подаруй Гетьманській столиці експонат», придбання предметів музейного значення відповідної тематики за державні кошти та тісна співпраця з цілим рядом організацій, з митцями й меценатами.

## Батуринські читання. Видання заповідника
Одним з напрямів наукової роботи заповідника є організація та проведення (спільно з Національним університетом «Чернігівський колегіум» імені Т. Г. Шевченка) наукових конференцій — Батуринських читань.
9-14 червня 1997 р. на базі заповідника «Гетьманська столиця» пройшла IV сесія Українсько-Румунської комісії з історії, археології, етнології та фольклористики при Президії НАН України — перша наукова конференція, проведена закладом. З цього часу наукові Читання проходять у Батурині майже щорічно.
Тематичні напрями Батуринських читань:
- Батурин у контексті державотворчих процесів XVII—XVIII ст.;
- історичні постаті України та Батурин;
- історія козацтва та Гетьманщини;
- актуальні теоретичні та методичні проблеми сучасного музеєзнавства, пам'яткознавства, краєзнавства.

Батуринські читання надають можливість їх учасникам поділитися науковими здобутками, вивчити досвід та обмінятись думками у справі розв'язання на сучасному етапі проблем наукового дослідження, реставрації, охорони та популяризації культурної спадщини.
З 2005 р. заповідник публікує виголошені на Батуринських читаннях доповіді.
З 2008 р. виходить збірник наукових праць «Батуринська старовина́».
Співробітники заповідника долучилися до підготовки збірника документів і матеріалів «Батурин: сторінки історії» (редколегія Коваленко О. Б. та ін.), що став першим археографічним виданням, в якому відтворено багатовікову історію Батурина. Перше видання побачило світ у 2009 р., а 2012 року вийшло друге, доповнене видання. На його сторінках до наукового обігу запроваджено унікальні джерела з історії Батурина, виявлені в архівосховищах, музеях та бібліотеках Києва, Чернігова, Сум, Батурина, Бахмача, Москви й Санкт-Петербурга.
Від 2004 р. співробітниками закладу підготовлено кілька путівників та ряд брошур.
У 2011 р. видано каталог з фондової колекції «Україна Гетьма́нська в образа́х сучасних українських художників» та збірку статей батуринського краєзнавця Віктора Бондаренка «Батуринська старина́».
З 2006 р. заповідник видає газету «Слово „Ге́тьманської столиці“»

## Музеї та території
- Палац гетьмана Кирила Розумовського
- Будинок генерального судді Василя Кочубея
- Музей археології Батурина
- Козацький двір
- територія Цитаделі Батуринської фортеці
- парк «Кочубеївський»
- парк біля палацу гетьмана Кирила Розумовського

Музейні об'єкти та території заповідника приймають відвідувачів щодня з 9:00 до 18:00. Каси працюють до 17:30.
Без плати за вхід парк «Кочубеївський», парк біля палацу Кирила Розумовського та територію Цитаделі Батуринської фортеці можуть відвідати: діти-сироти та діти, позбавлені батьківського піклування, діти дошкільного віку, особи з інвалідністю I і II групи, учасники бойових дій України, сім'ї загиблих військовослужбовців, члени ICOM та працівники музеїв і заповідників. У останній вівторок кожного місяця право безкоштовно відвідати ці музеї мають ще й учні середніх спеціальних закладів, студенти ВНЗ, військовослужбовці строкової служби та пенсіонери.
У Дні відкритих дверей (18 квітня — День пам'яток історії та культури, 18 травня — Міжнародний день музеїв, 1 червня — День захисту дітей, 13 листопада — День пам'яті Батурина) вхід у вказані музеї та на території для всіх відвідувачів заповідника — безкоштовний.

## Щорічні заходи

### День пам'яті Батурина
Щорічний меморіальний захід, проходить 13 листопада біля Пам'ятника жертвам Батуринської трагедії 1708 р. на території Цитаделі Батуринської фортеці.

### Обласний фестиваль-конкурс молодих виконавців імені А.К.Розумовського
Щорічно проходить 22 жовтня з нагоди річниці з дня народження гетьманича Андрія Розумовського. Започаткований у 2012 р. з метою популяризації культурного надбання родини Розумовських як видатних історичних діячів та меценатів, залучення молоді до скарбниці національної спадщини засобами музичного мистецтва. Фестиваль набув популярності на регіональному рівні і вийшов за межі обласного. У ньому традиційно беруть участь учні початкових спеціалізованих навчальних закладів Чернігівської та Сумської областей.

### Конкурс «РОЗУМфест»
Проходить у І кварталі кожного року серед талановитої молоді України віком від 6 до 18 років у номінаціях: «Художнє мистецтво», «Декоративно-прикладне мистецтво», «Слово». Метою проведення є популяризація серед молоді історії України часів Гетьманщини, виховання поваги до культури та традицій українського народу. Тематичною основою конкурсних творчих дитячих робіт має бути Батурин – місце слави та боротьби за українську державність, великі справи гетьманів Розумовського, Мазепи, Орлика, Ігнатовича, Самойловича. 

### Батуринфест ШАБЛЯ
Щорічний фестиваль козацької культури, проходить у червні. Започаткований у 2018 р. фестиваль прийшов на зміну щорічному Козацькому святу — обласному культурно-розважальному заходу, що проводився у Батурині з 1990 по 2017 рр.

## Логотип
В логотипі заповідника відображено головну місію діяльності закладу — пам'ять і пам'ятка, які передано через графічні зображення відродженої Цитаделі Батуринської фортеці — центру гетьманського Батурина 1669—1708 рр. та пам'ятки національного значення — палацу Кирила Розумовського, що є єдиним збереженим гетьманським палацом на теренах України.
Овал, в який переходить оборонна стіна Цитаделі, сполучаючи її з палацом, символізує єдність пам'яток Батурина, тяглість державотворчого процесу козацько-гетьманської доби, символом якої є Батурин. Його роль як політичного та адміністративного центру української держави акцентовано Державним прапором України.
Глибокий символічний зміст несе кольорове рішення. Синій колір передає надійність, силу, велич, героїзм. Вірність та справедливість підкреслено коричнево-золотавим кольором.
Розроблено співробітниками закладу у співпраці із заслуженим художником України Володимиром Тараном.

## Керівники
1. Олещинська Алла Павлівна (1994—2002);
2. Реброва Наталія Борисівна (30 липня 2002   — 15 травня 2024);
3. Кербут Тетяна Володимирівна (з 16 травня 2024).

## Галерея

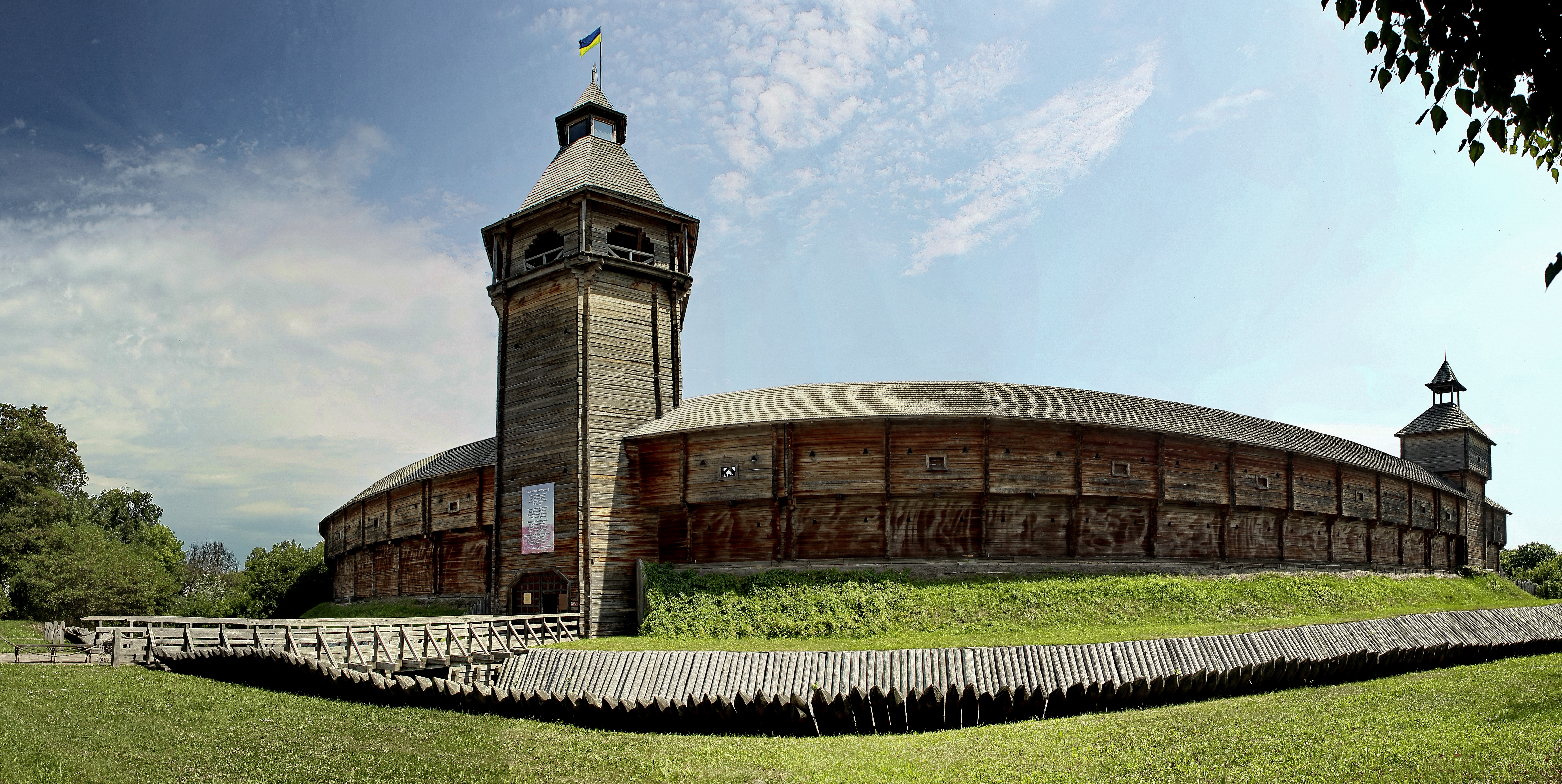
Цитадель Батуринської фортеці.
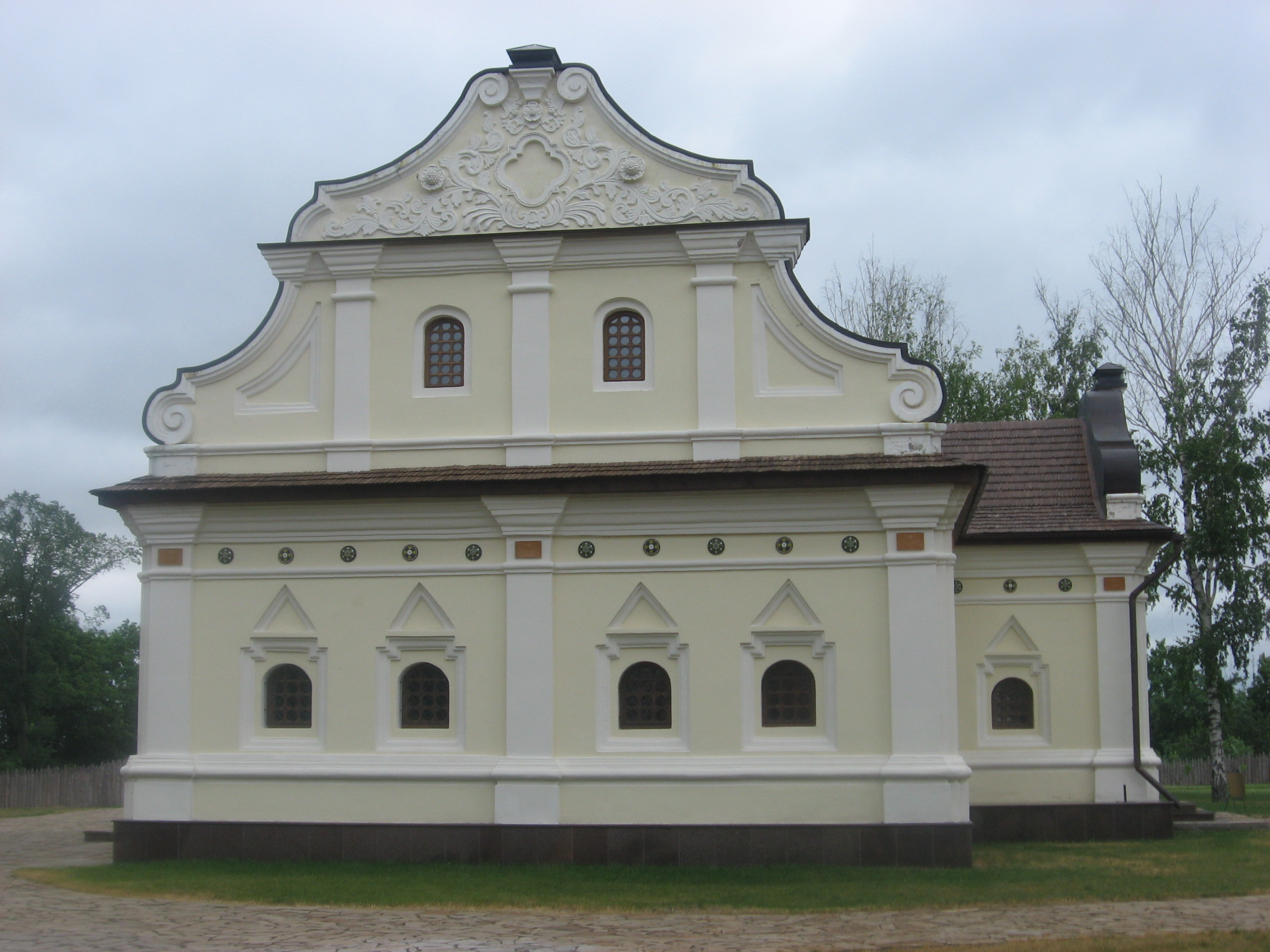
Гетьманський будинок на Цитаделі Батуринської фортеці.
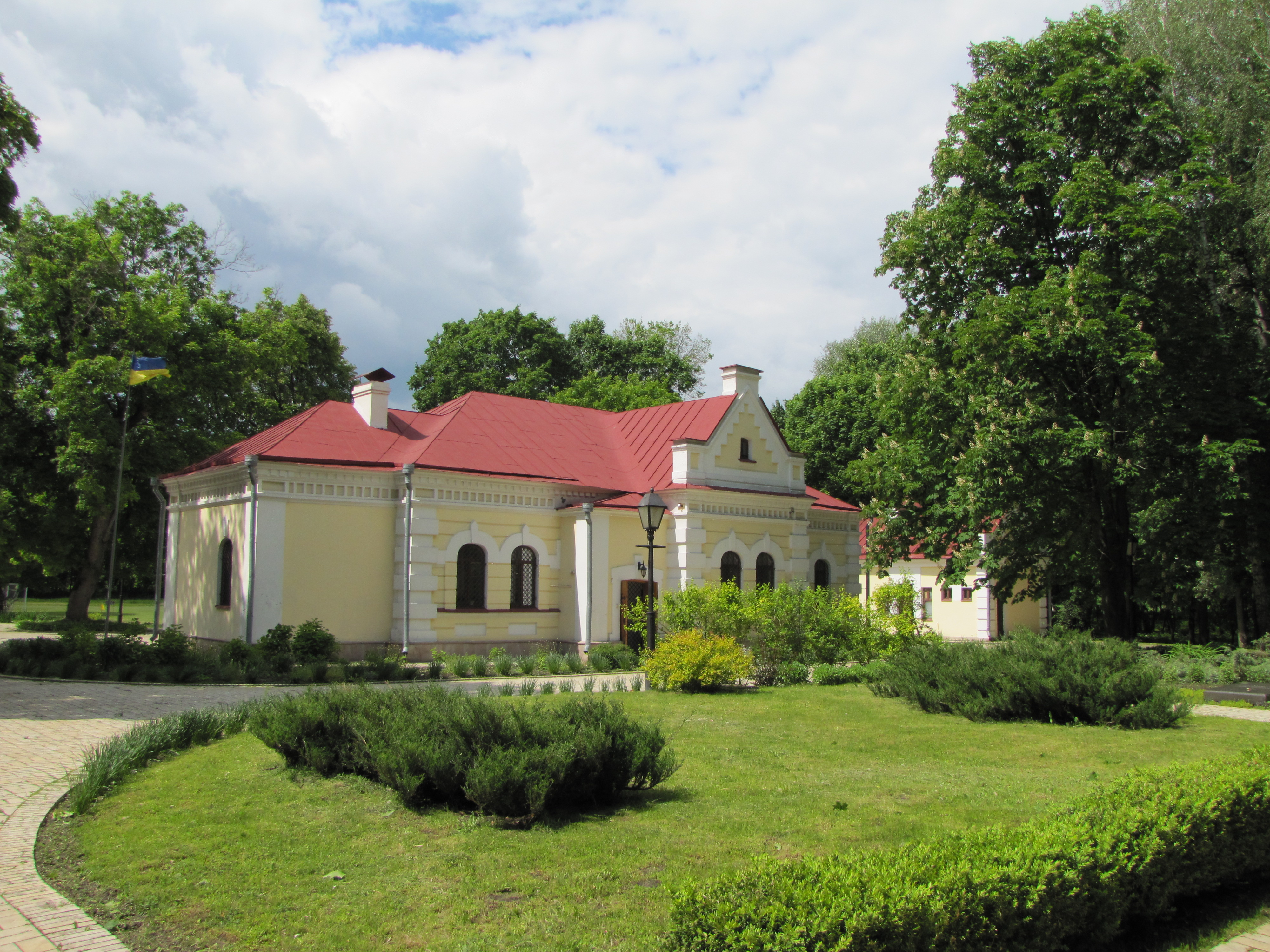
Будинок Генерального суду (будинок В. Кочубея) XVII-ХІХ ст.
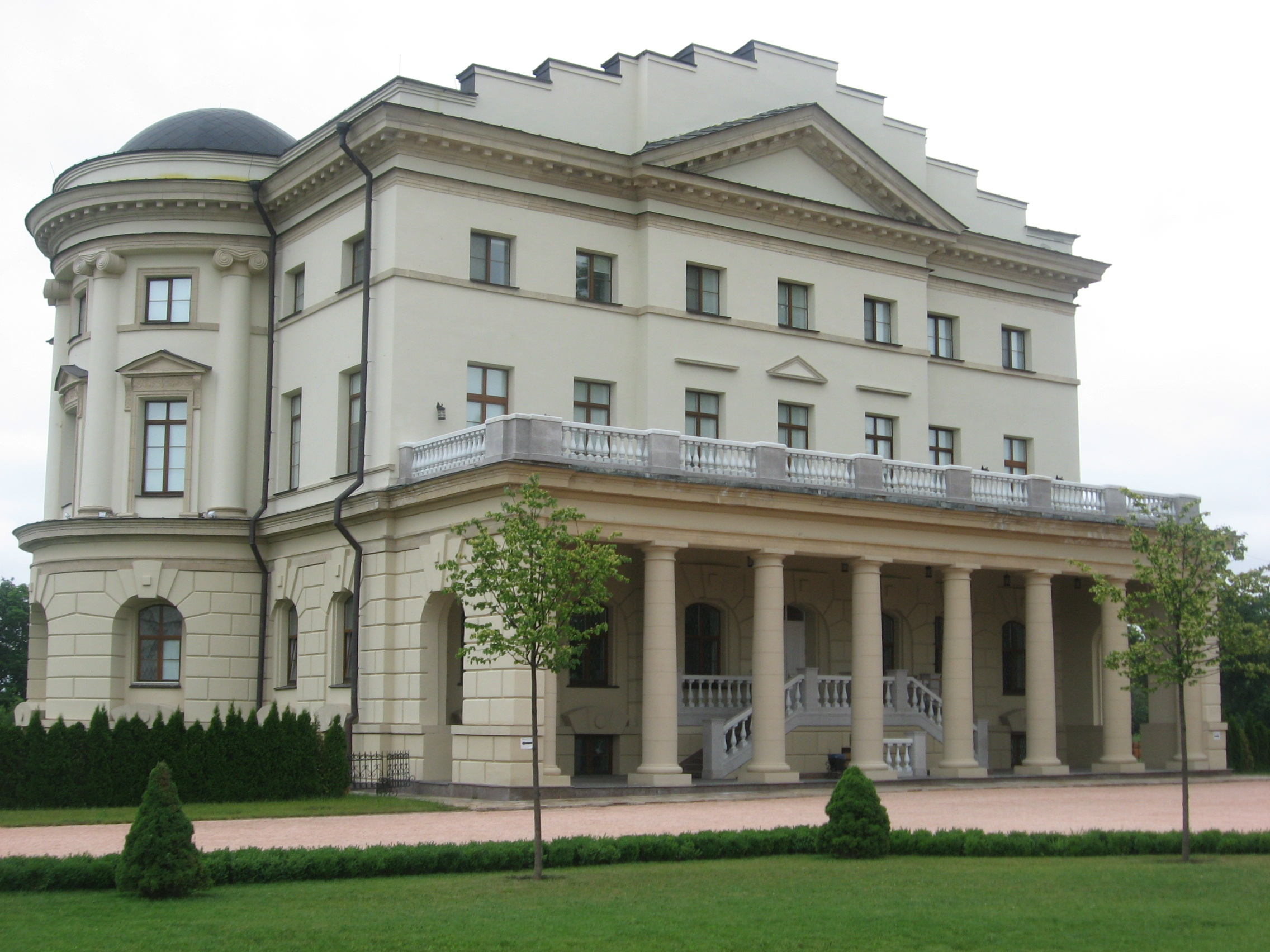
Палац К.Розумовського. Парковий фасад.
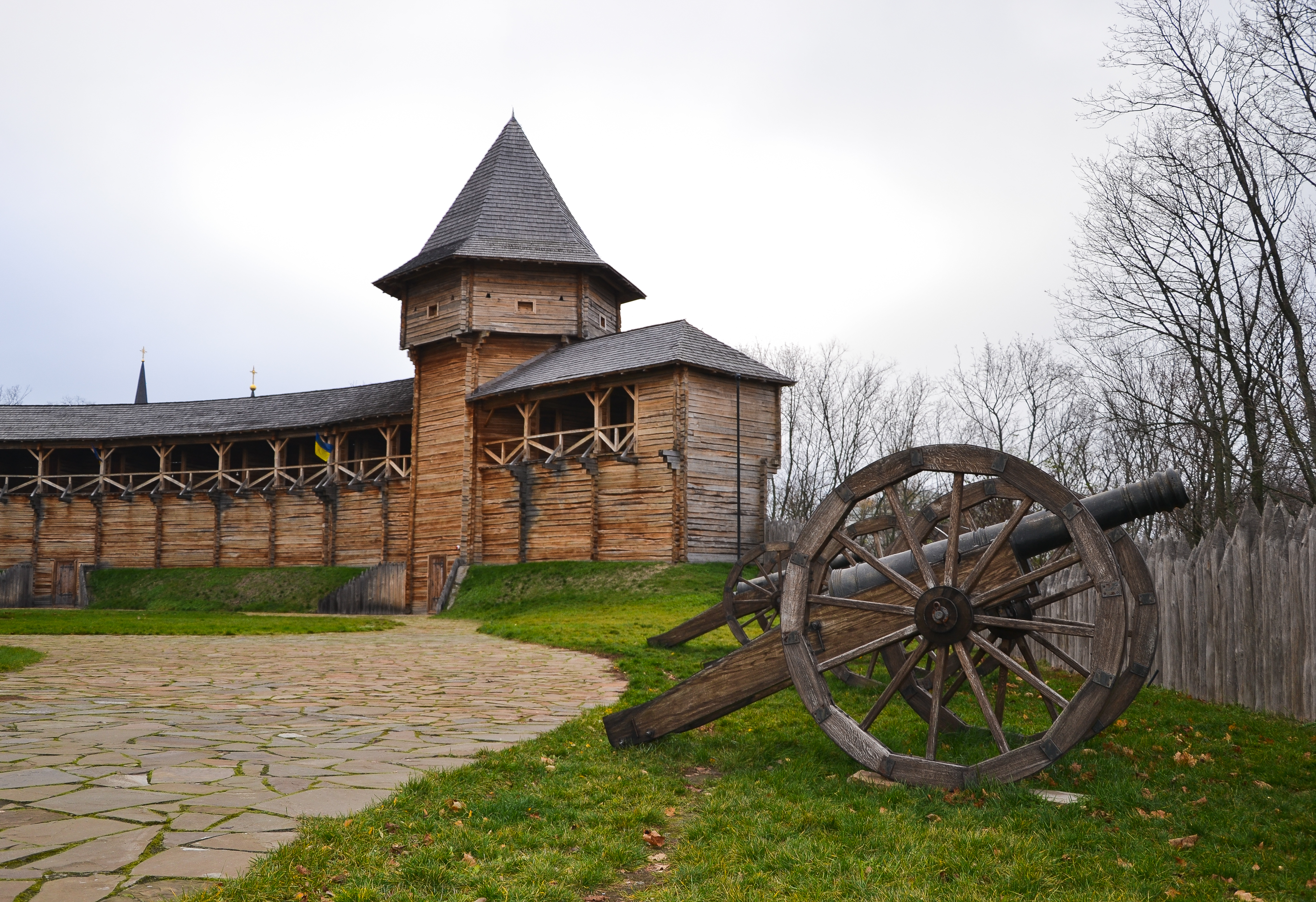
Козацькі гармати на території Цитаделі Батуринської фортеці.
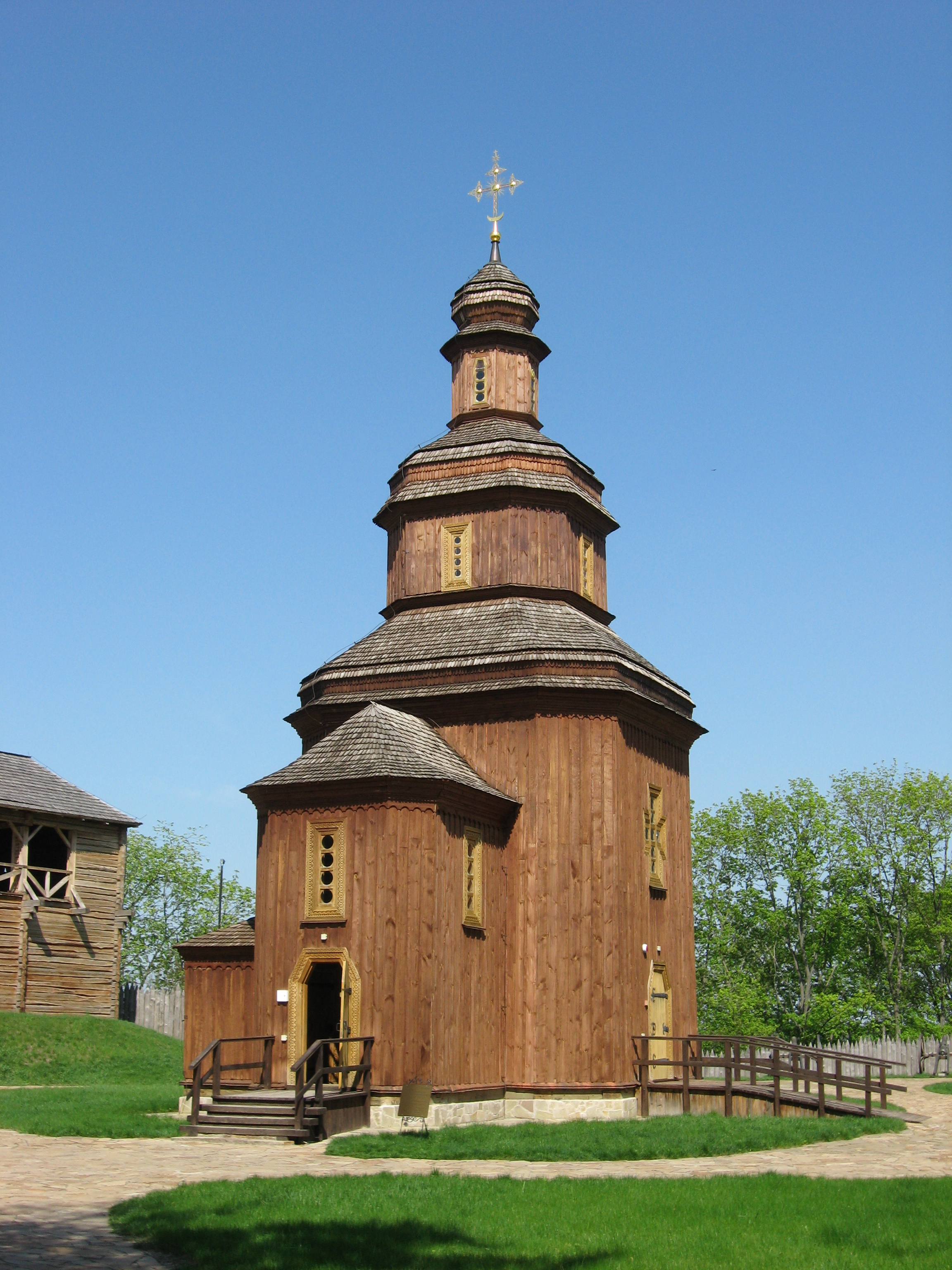
Церква Воскресіння Господнього на території Цитаделі Батуринської фортеці.
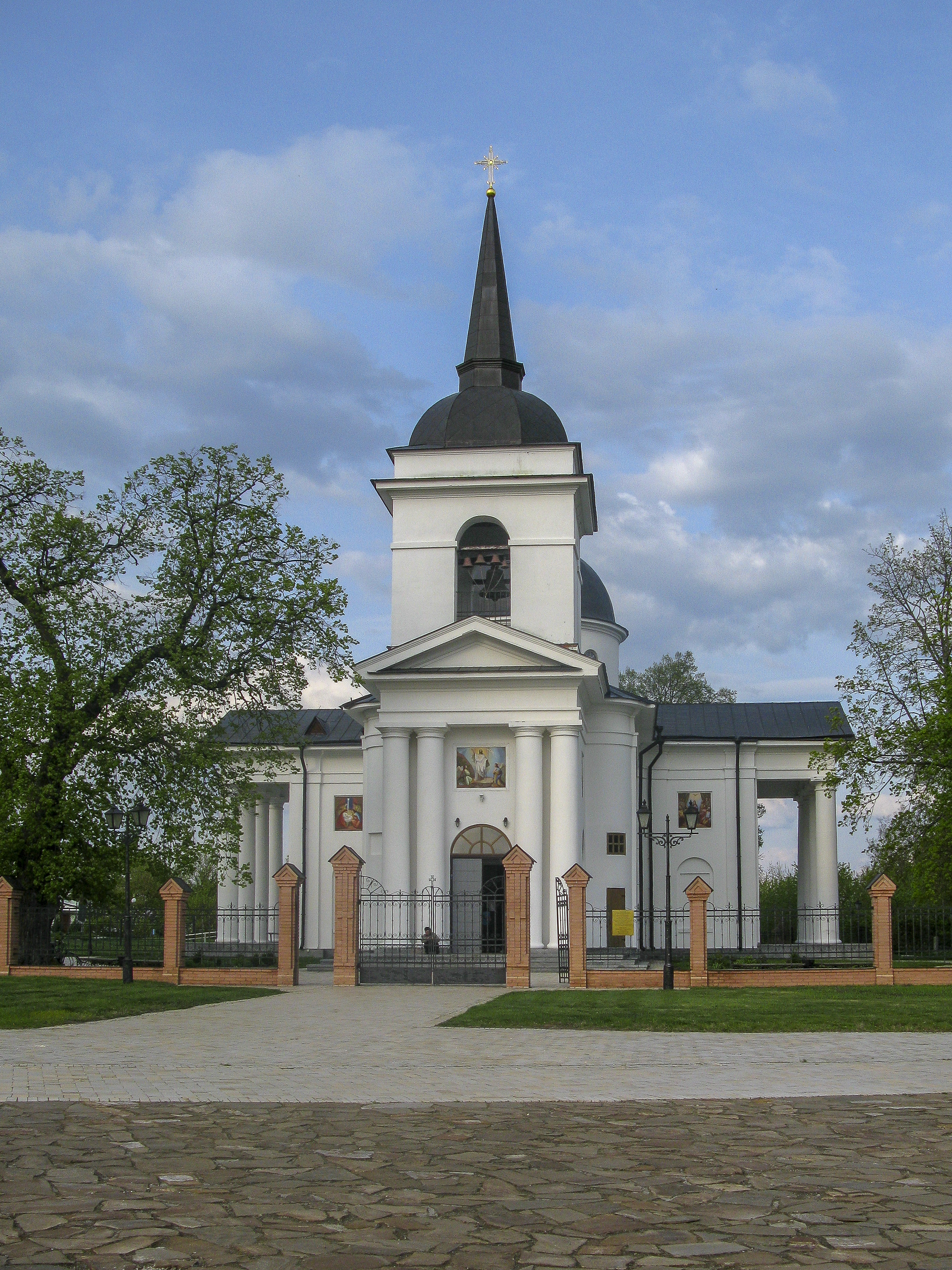
Воскресенська церква-усипальниця К. Розумовського.